# RAD Group
RAD Group – grupa niezależnych firm, które zajmują się produkcją i dystrybucją urządzeń dla telekomunikacji oraz do budowy sieci komputerowych.

## Firmy należące do RAD Group
RAD Group składa się z 14 firm, sześć z nich jest notowanych na giełdzie NASDAQ. Obroty grupy w 2005 wynosiły 640 milionów $.
- RAD Data Communications
- Radware (NASDAQ: RDWR)
- RiT Technologies (NASDAQ: RITT)
- RADWIN
- Silicom (NASDAQ: SILC)
- SANRAD
- PacketLight Networks
- Wisair
- Bynet
- Commex Technologies Inc. – założona w 2005.
- RADLIVE – założona w 2005.
- RADVISION (NASDAQ: RVSN)
- Ceragon Networks (NASDAQ: CRNT)
- Radcom (NASDAQ: RDCM)